# After the Deluge
After the Deluge, còn được gọi là The Forty-First Day, là một bức tranh sơn dầu theo chủ nghĩa tượng trưng của họa sĩ và nhà điêu khắc người Anh George Frederic Watts. Bức tranh được trưng bày lần đầu với tên gọi The Sun ở dạng chưa hoàn chỉnh vào năm 1886 và hoàn thành vào năm 1891. Bức tranh cho thấy một cảnh từ câu chuyện về trận Đại hồng thủy của Noah, trong đó sau 40 ngày mưa, Noah mở cửa sổ của con tàu của mình để thấy rằng mưa đã ngừng. Watts cảm thấy rằng xã hội hiện đại đang suy tàn do thiếu các giá trị đạo đức, và ông thường vẽ các tác phẩm về chủ đề Trận lụt và việc nó tẩy rửa những người không xứng đáng khỏi thế giới. Bức tranh có hình dạng một cảnh biển cách điệu, trận lụt đang dần tan biến bởi những tia nắng chói chang xuyên qua các đám mây. Mặc dù đây là chủ đề mà Watts đã mô tả trước đây trong Thiên tài thơ Hy Lạp năm 1878, After the Deluge có một cách tiếp cận hoàn toàn khác. Với bức tranh này, ông muốn gợi lên một vị Chúa độc thần đang hành động sáng tạo, nhưng tránh mô tả trực tiếp Đấng Tạo hóa.
Bức tranh chưa hoàn thành đã được triển lãm tại Whitechapel vào năm 1886, với tiêu đề The Sun được đơn giản hóa một cách có chủ ý. Watts đã làm việc trên bức tranh trong 5 năm nữa, và phiên bản hoàn chỉnh đã được trưng bày lần đầu tiên tại triển lãm nghệ thuật New Gallery vào năm 1891. Từ năm 1902 đến năm 1906, bức tranh đã được triển lãm khắp Vương quốc Anh, và hiện nó nằm trong bộ sưu tập của Phòng trưng bày Watts ở Compton, Surrey. Vì Watts không đưa bức tranh After the Deluge trong món quà của ông cho đất nước, những tác phẩm mà ông coi là quan trọng nhất của mình, nó không nằm trong số những bức tranh được biết đến nhiều hơn của ông. Tuy nhiên, nó đã được rất nhiều nghệ sĩ đồng nghiệp của Watts ngưỡng mộ và được coi là có ảnh hưởng đến nhiều họa sĩ khác, những người đã làm việc trong hai thập kỷ sau cuộc triển lãm đầu tiên.

## Bối cảnh

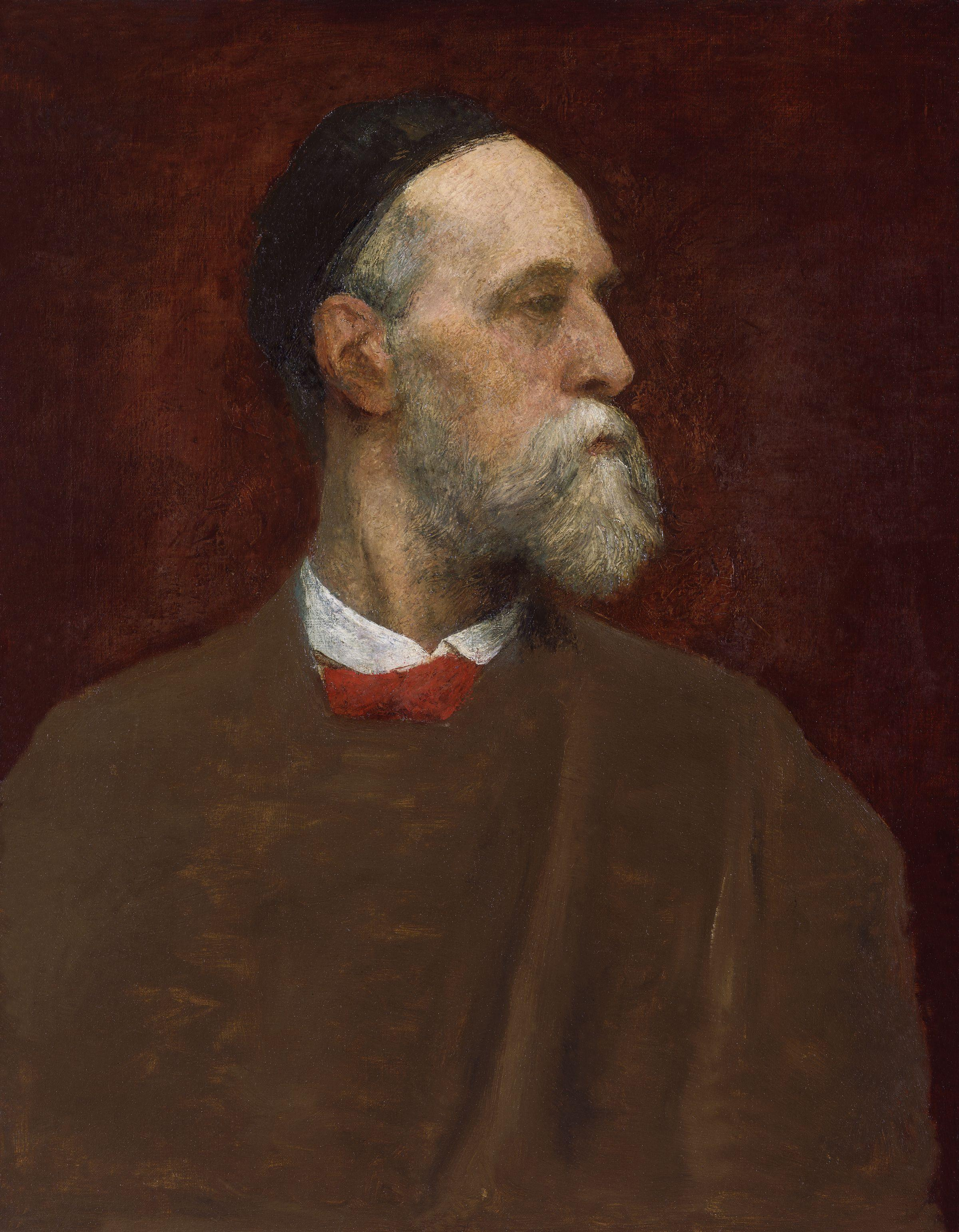
George Frederic Watts khoảng năm 1879

George Frederic Watts sinh năm 1817, là con trai của một nhà sản xuất nhạc cụ ở London. Hai anh trai của ông qua đời vào năm 1823 và mẹ của ông vào năm 1826, khiến Watts bị ám ảnh về cái chết trong suốt cuộc đời của ông. Watts học nghề điêu khắc năm 10 tuổi, và đến tuổi thiếu niên, ông đã đủ thành thạo như một nghệ sĩ để kiếm sống bằng nghề vẽ chân dung. Năm 18 tuổi, ông được nhận vào các trường Học viện Hoàng gia, mặc dù ông không thích những phương pháp của họ và việc học của ông không liên tục. Từ năm 1837, Watts đã đủ thành công để dành toàn bộ thời gian cho hội họa.
Năm 1843, Watts đến Ý, nơi ông ở lại trong bốn năm. Khi trở về London, ông mắc chứng u sầu và đã vẽ nhiều tác phẩm mang phong cách u ám. Kỹ năng của ông đã được mọi ca ngợi rộng rãi. Vào năm 1856, ông quyết định quay trở lại, cống hiến hết mình cho việc vẽ chân dung. Các bức chân dung của ông được đánh giá rất cao. Năm 1867, ông được bầu vào Học viện Hoàng gia (tại thời điểm đó, Học viện Hoàng gia là vinh dự cao nhất dành cho một nghệ sĩ). Từ năm 1870 trở đi, ông trở nên nổi tiếng với tư cách là họa sĩ vẽ các đề tài ngụ ngôn và thần thoại; vào thời điểm này, ông là một trong những nghệ sĩ được đánh giá cao nhất trên thế giới. Năm 1881, ông mở thêm một phòng trưng bày có mái bằng kính tại nhà mình, Little Holland House, mở cửa cho công chúng vào cuối tuần. Điều này càng làm tăng thêm danh tiếng cho ông.

## Chủ đề
After the Deluge mô tả một cảnh trong câu chuyện về trận Đại hồng thủy của Noah, trong đó Noah mở cửa sổ của con tàu để thấy rằng sau bốn mươi ngày mưa đã kết thúc nhưng nước lũ vẫn chưa giảm bớt. Mặc dù phong trào tin lành nghiêm ngặt của cha ông đã truyền cho Watts một mối quan hệ không thích tôn giáo có tổ chức, ông có kiến thức sâu rộng về Kinh thánh, và Noah và trận lụt đều là những chủ đề mà ông thường xuyên miêu tả trong suốt sự nghiệp của mình.

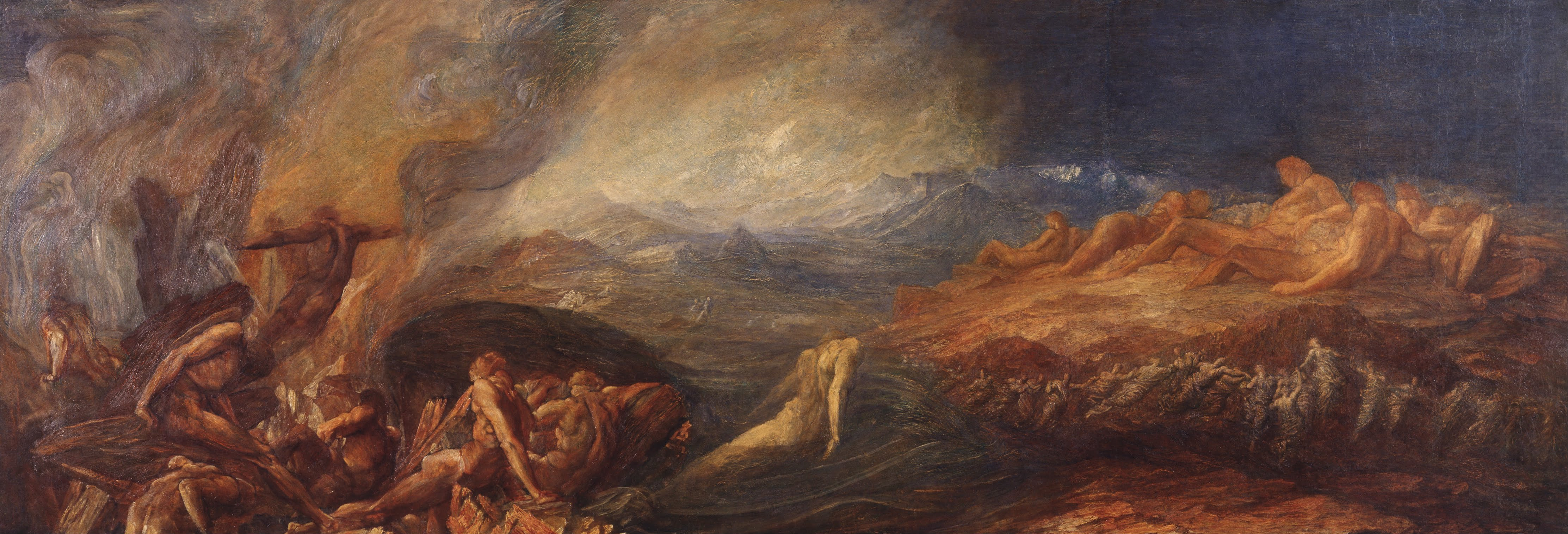
Bức Tranh "Chaos" vẽ bởi George Frederic Watts năm 1882

Watts có niềm tin mạnh mẽ vào ý tưởng rằng xã hội hiện đại đang ưu tiên sự giàu có hơn các giá trị xã hội, và thái độ này, mà ông mô tả là "tấm màn giả hình của sự hy sinh hàng ngày dành cho vị thần này", đã dẫn đến sự suy tàn của xã hội. Hilary Underwood thuộc Đại học Surrey viết rằng Watts có thể đã vẽ rất nhiều tác phẩm về chủ đề Noah khi ông nhìn thấy những tác phẩm hiện đại song song với quan niệm về việc làm sạch một xã hội đang suy thoái trong khi bảo tồn những người vẫn tuân thủ các tiêu chuẩn đạo đức. Watts đã chọn mô tả khoảnh khắc mà tại đó ánh sáng mặt trời lần đầu tiên xuất hiện, sau 40 ngày bị mây che khuất.
Và nước giảm liên tục cho đến tháng thứ mười: vào tháng thứ mười, vào ngày đầu tháng, người ta nhìn thấy những ngọn núi. Và xảy ra vào cuối bốn mươi ngày, Nô-ê đã mở cửa sổ của chiếc tàu mà ông đã đóng.

- Genesis 8:5–6

## Mô tả

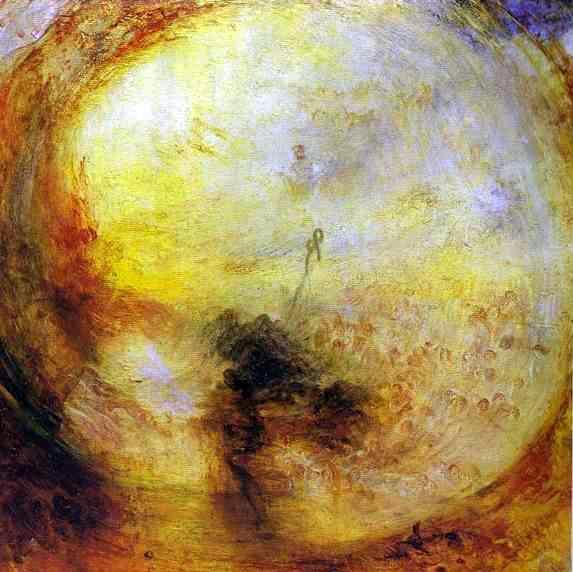
Bức tranh Light and Colour vẽ bởi J. M. W. Turner năm 1843

Watts đã minh họa phong cảnh bằng cảnh biển rất cách điệu. Phía trên mặt biển là một vầng thái dương rực rỡ, với ánh sáng của mặt trời chiếu vào những đám mây xung quanh và những tia sáng chiếu ra ngoài rìa của tấm bạt. Sáng tác của Watts lặp lại cách vẽ năm 1843 của JMW Turner về cùng chủ đề Light and Colour (Goethe's Theory)—The Morning after the Deluge—Moses Writing the Book of Genesis chủ yếu mô tả một vòng tròn ánh sáng. Tuy nhiên, bức tranh của Turner mô tả những hình dáng con người dễ nhận biết, và chưa có tác phẩm nào của Turner đến gần với nghệ thuật trừu tượng thuần túy như tác phẩm của Watts. 

Trong giai đoạn này của sự nghiệp, Watts thường xuyên vẽ những hình ảnh liên kết các sự kiện tự nhiên đầy cảm hứng và ý muốn của Chúa. Việc ông tập trung vào Mặt trời đã phản ánh sự quan tâm lâu dài của ông đối với nó như một biểu tượng thần thánh; The Sacrifice of Noah được vẽ khoảng năm 1865 đã cho thấy Noah hy sinh trước Mặt Trời để cảm ơn sự cứu rỗi dành cho gia đình ông. Mối quan tâm đến Mặt Trời này có thể đến từ người quen của Watts là Max Müller, người đã viết nhiều về các lý thuyết thần thoại về Mặt Trời (ông có niềm tin rằng các tôn giáo ở châu Âu, Trung Đông và Nam Á cuối cùng đều bắt nguồn từ Proto-Indo-European thờ Mặt Trời). Viết sau cái chết của Watts, người vợ Mary Seton Watts của ông đã viết rằng:
Một du khách nhìn vào After the Deluge nhận xét rằng với một cách phối màu như vậy, anh ta cảm thấy không thể nào giới thiệu được hình dáng của Đấng Tạo Hóa. “À không,” ông Watts trả lời. ''Nhưng đó chính xác là những gì tôi có thể mong muốn khiến những người xem bức tranh tự nhận ra. Bàn tay của tạo hóa di chuyển bằng ánh sáng và bằng nhiệt để tái tạo. Tôi đã không cố gắng vẽ một bức chân dung của mặt trời - một thứ như vậy là không thể vẽ được - nhưng tôi muốn gây ấn tượng với bạn bằng ý tưởng về sức mạnh to lớn của nó.''
-   Mary Seton Watts, viết khoảng năm 1910.
Trước đó, Watts đã miêu tả một mặt trời màu cam trên một vùng biển phẳng trong tác phẩm năm 1878 của ông, The Genius of Greek Poetry, nhưng chủ đề và bố cục của After the Deluge hoàn toàn khác. The Genius of Greek Poetry nhằm mục đích gợi lên thuyết phiếm thần, với các hình tượng đại diện cho các lực lượng của tự nhiên trong hình dạng con người đang làm việc và vui chơi, trong khi được theo dõi bởi nhân vật trung tâm lớn của thiên tài. After the Deluge được dự định rõ ràng là một hình ảnh độc thần, gợi lên cả vẻ đẹp tráng lệ và lòng thương xót cứu chuộc của một Đức Chúa Trời toàn năng duy nhất tham gia vào hành động sáng tạo.

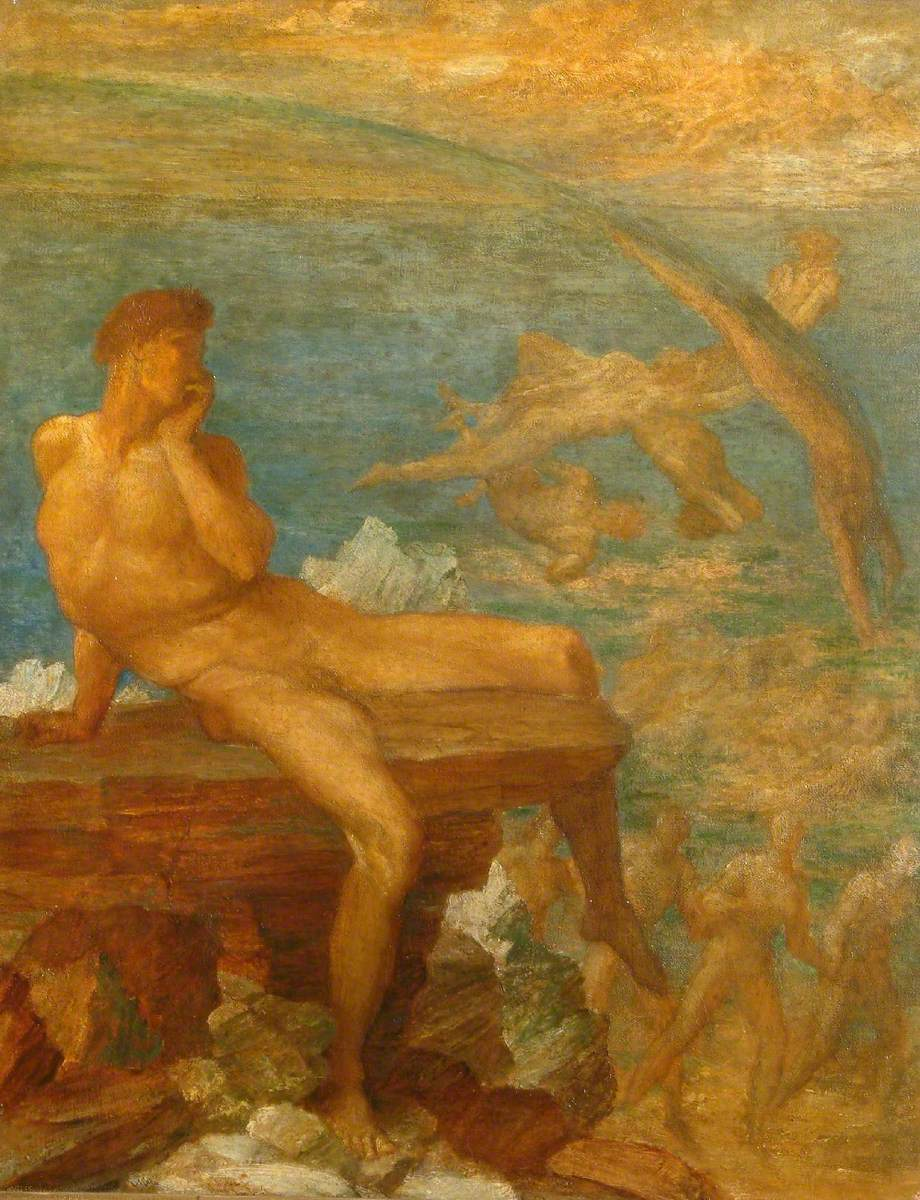
Bức tranh The Genius of Greek Poetry vẽ bởi George Frederic Watts năm 1878

After the Deluge được trưng bày ở dạng chưa hoàn thành vào năm 1886 với tên gọi The Sun tại Nhà thờ St Jude, Whitechapel. Samuel Barnett, cha xứ của St Jude, đã tổ chức các cuộc triển lãm nghệ thuật hàng năm ở phía đông London với nỗ lực mang vẻ đẹp vào cuộc sống của người nghèo. Ông có mối quan hệ thân thiết với Watts, và thường xuyên mượn các tác phẩm của mình để trưng bày cho cư dân địa phương. Sau cuộc triển lãm này, Watts tiếp tục làm việc với bức tranh trong 5 năm nữa.

## Sau khi hoàn thành

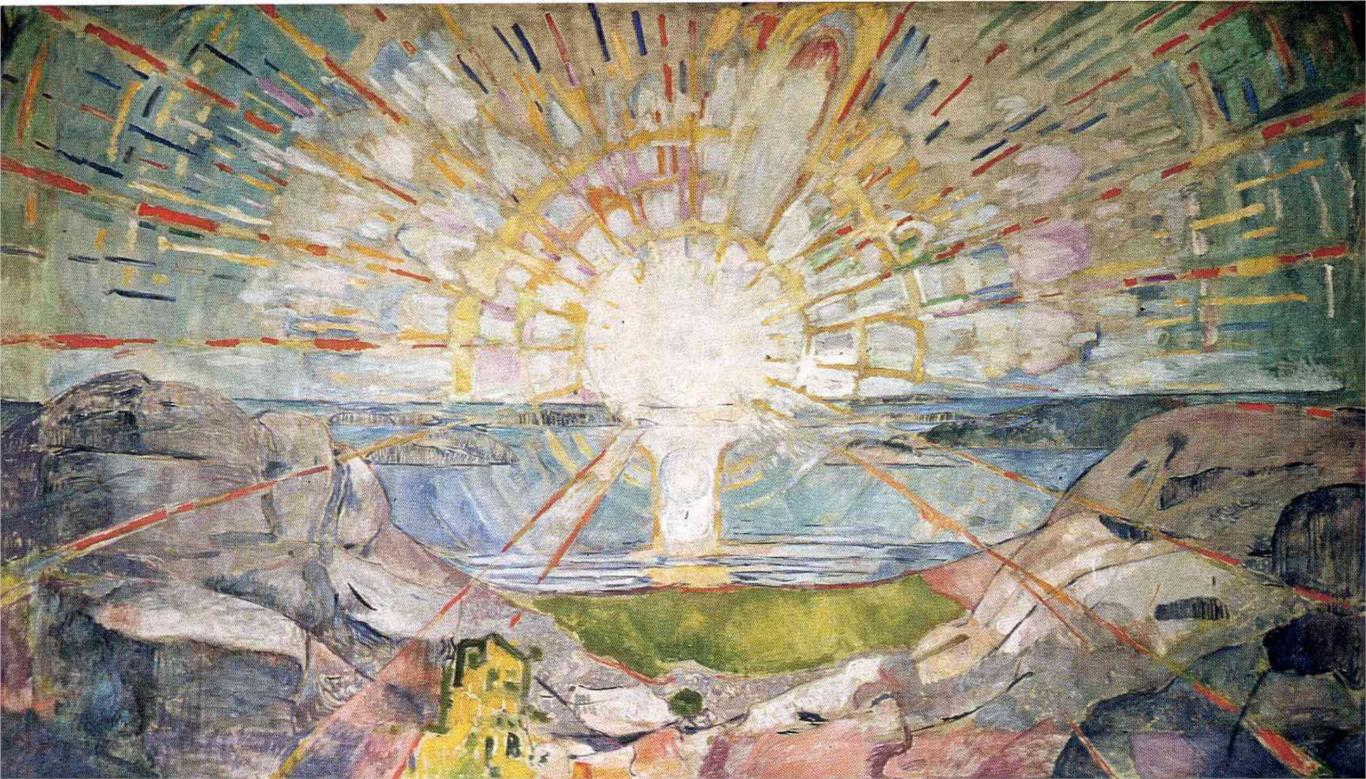
Bức tranh The Sun được vẽ bởi Edvard Munch vào năm 1911

Phiên bản hoàn chỉnh của After the Deluge được trưng bày tại New Gallery vào năm 1891. Nhân dịp triển lãm năm 1891 và tại một cuộc triển lãm sau đó vào năm 1897, cũng tại New Gallery, nó được kèm theo một ghi chú giải thích (được cho là đã được viết bởi Watts) giải thích hình ảnh:
Một sức mạnh siêu việt của ánh sáng và sức nóng bùng phát để tái tạo; bóng tối bị xua đuổi; nước, tuân theo luật cao hơn, đã phân tán thành sương mù và đi từ mặt đất.

-  Ghi chú đi kèm After the Deluge trong các cuộc triển lãm của nó tại New Gallery.
Từ năm 1902 đến năm 1906, nó đã được triển lãm khắp cả nước, được trưng bày ở Cork, Edinburgh, Manchester và Dublin, cũng như tại phòng trưng bày riêng của Watts tại Little Holland House. Năm 1904, nó được chuyển đến Phòng trưng bày Watts mới mở ở Compton , Surrey, ngay trước khi Watts qua đời vào cuối năm đó. Hai năm trước đó, Watts đã quay trở lại chủ đề sáng tạo với The Sower of the Systems, lần đầu tiên trong một trong những tác phẩm của ông mô tả trực tiếp Chúa, và ông mô tả là đại diện cho "một cử chỉ tuyệt vời trong đó mọi thứ tồn tại đều được dệt nên”.
Mặc dù Watts đã vẽ phong cảnh trong suốt cuộc đời của mình, ông không coi những bức tranh đó là tác phẩm lớn, và khi từ năm 1886 đến năm 1902, ông đã tặng thứ mà ông cảm thấy là 23 tác phẩm không chân dung quan trọng nhất của mình cho quốc gia để trưng bày trước công chúng, nhưng không có bức tranh phong cảnh nào được tặng. Do thiếu sót những món quà này đối với quốc gia, After the Deluge không nằm trong số những tác phẩm nổi tiếng của ông, mặc dù nó được rất nhiều nghệ sĩ đồng nghiệp của Watts ngưỡng mộ. Walter Bayes đã viết vào năm 1907 rằng  "After the Deluge là loại cảnh quan mà chúng tôi kết nối với tên của Mr Watts, một cảnh quan mà từ đó tất cả những gì thô kệch và vật chất đã bị loại bỏ, và mang lại một không gian cư trú là một loại thăng hoa của tất cả các yếu tố thơ mộng nhất trong tự nhiên" Nó đã được cho là có ảnh hưởng đến nhiều tác phẩm được vẽ trong hai thập kỷ sau khi hoàn thành, bao gồm các bức tranh về mặt trời của Maurice Chabas, Giuseppe Pellizza da Volpedo và Edvard Munch. After the Deluge vẫn còn trong bộ sưu tập của Phòng trưng bày Watts.